# Neues Schloss Kittsee

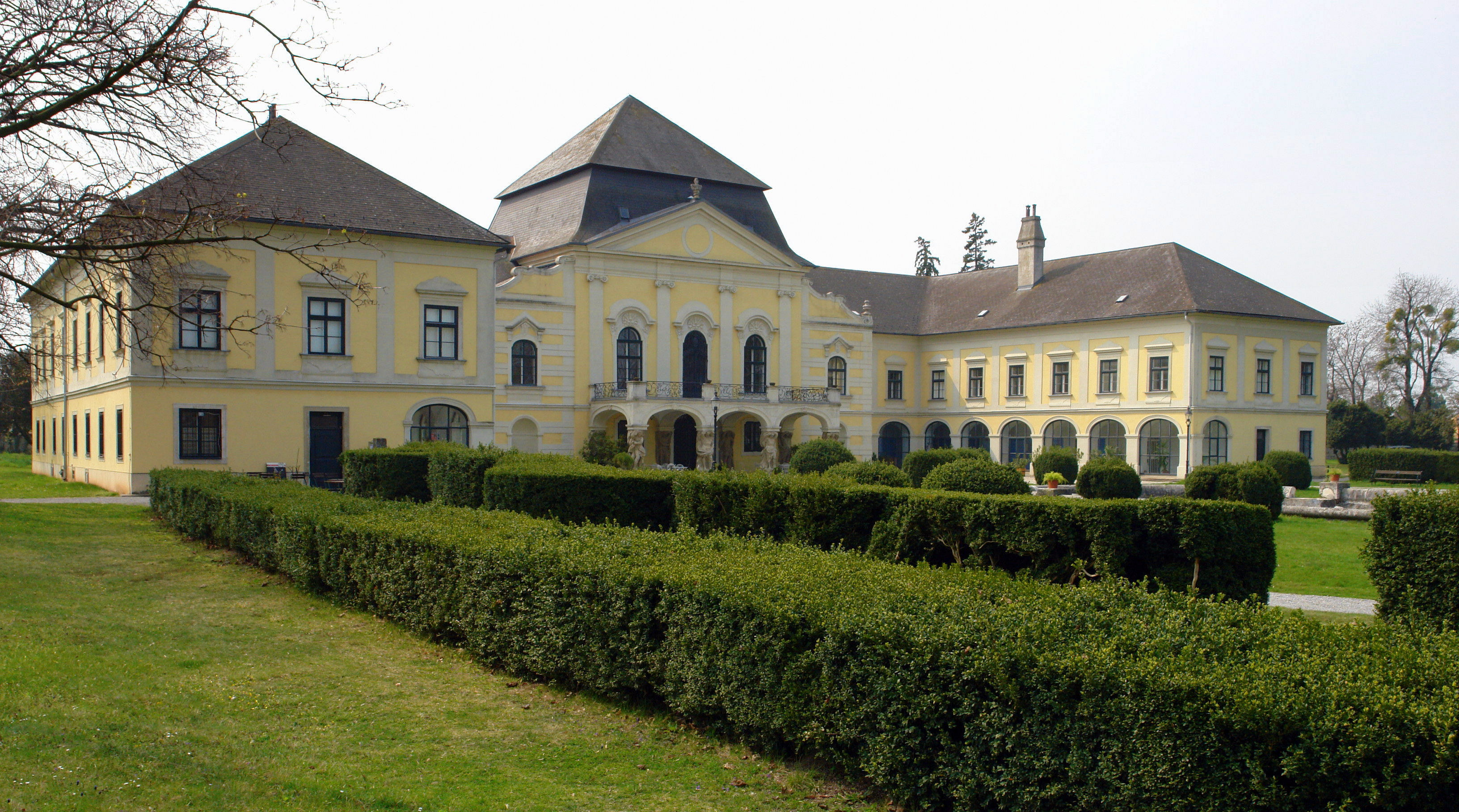
Neues Schloss Kittsee

Das Neue Schloss Kittsee entstand Anfang des 17. Jahrhunderts als Meierhof. Es befindet sich rund zehn Kilometer südwestlich vom Zentrum Bratislavas, direkt an der slowakischen Grenze, in der burgenländischen Marktgemeinde Kittsee (Bezirk Neusiedl am See).

## Geschichte

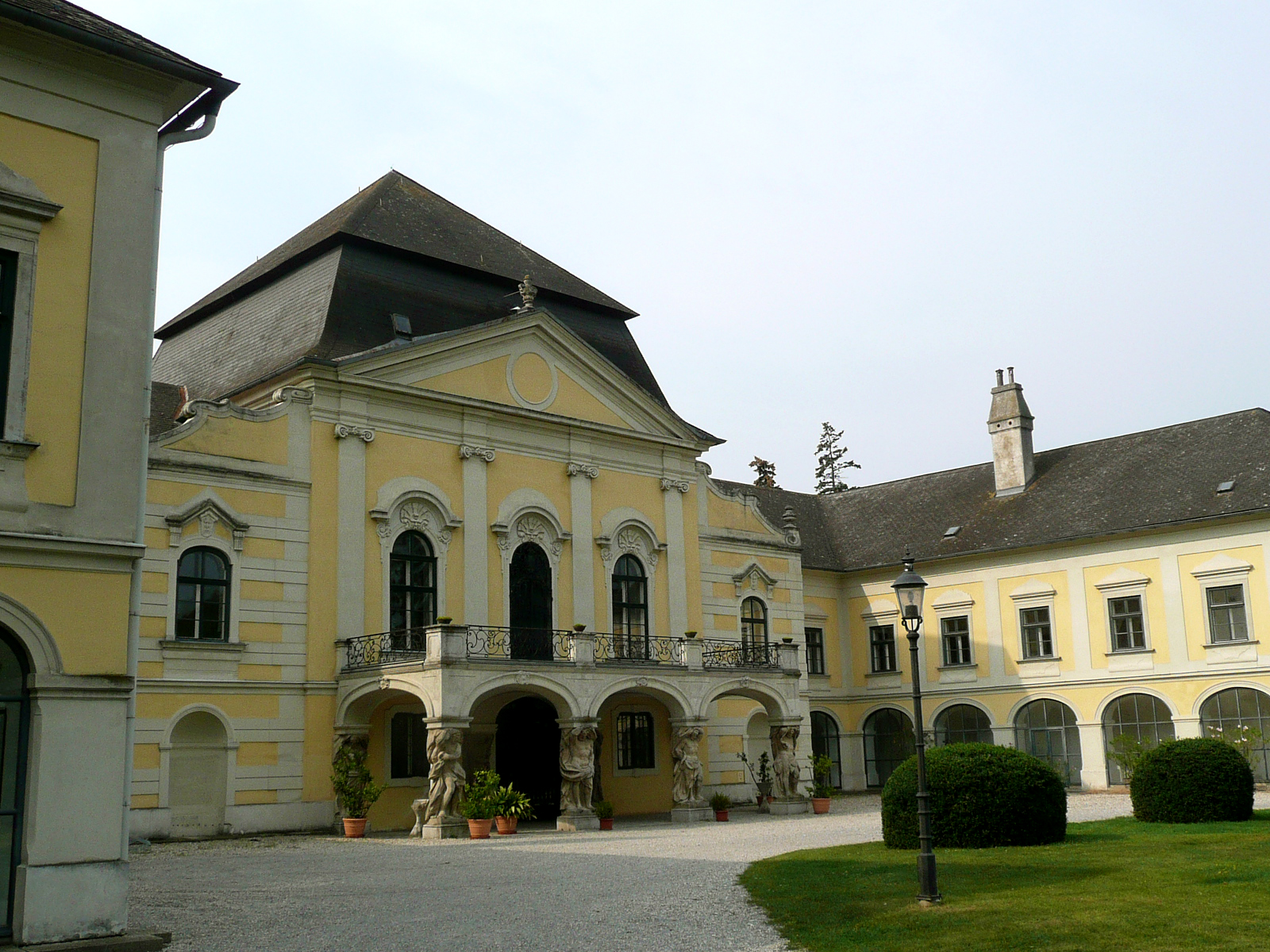
Neues Schloss Kittsee

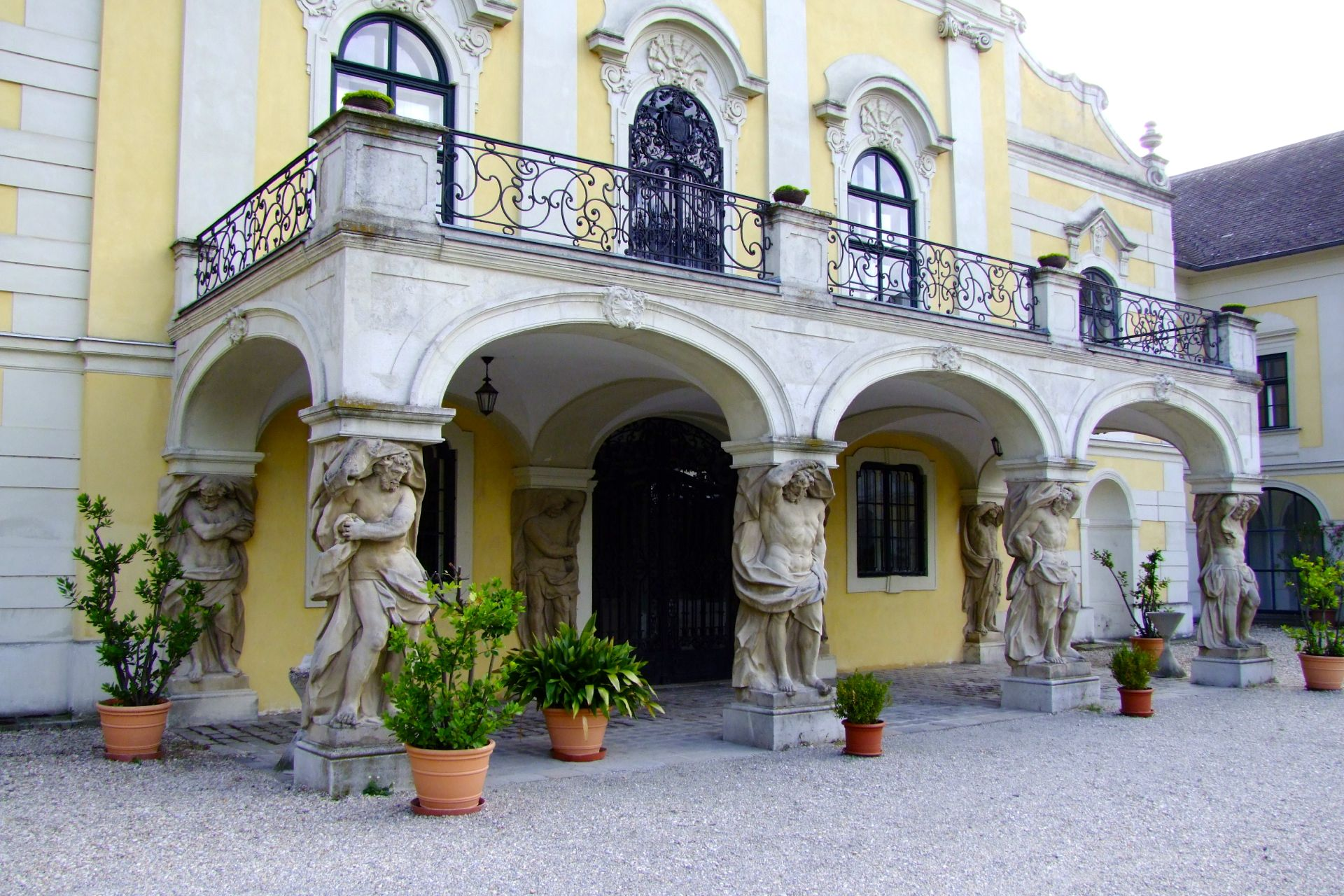
Haupteingang

Das Neue Schloss Kittsee wurde Anfang des 17. Jahrhunderts als Meierhof erbaut, bevor es 1668 unter dem aus Siebenbürgen stammenden Johann Listy vergrößert und zu einer Schlossanlage mit Freitreppe und Zwiebeltürmchen erweitert wurde. Nachdem der Besitz an die Familie Esterházy übergegangen war, ließ es Fürst Paul Anton Esterházy zwischen 1730 und 1740 durch einen Wiener Baumeister im Barockstil umbauen. Das Schloss war allseits durch eine starke Bastionsanlage umgeben, sodass auf die Anlage eines barocken Gartens verzichtet wurde. Ende des 19. Jahrhunderts zog Fürst Ladislaus Batthyány-Strattmann mit seiner Familie in das Schloss ein. Er war Augenarzt und Philanthrop und gründete das Krankenhaus Kittsee. Dort behandelte er unentgeltlich Patienten, wodurch er als „Arzt der Armen“ bekannt wurde. 1969 ging das Schloss ins Eigentum der Gemeinde Kittsee über, in der Folgezeit wurde eine grundlegende Sanierung vorgenommen.
Das Schloss war bis zum Ende des 19. Jahrhunderts von einem Wassergraben und wehrhaften Mauern mit Basteien umgeben. Von einem Garten oder Park wird nichts berichtet. Dieser scheint erst 1901 in der Literatur auf. Stattdessen ist die Wallanlage bis 1910 weitgehend verschwunden. Der heutige Park wurde erst anlässlich der Eheschließung von Fürst Ladislaus Batthyány-Strattmann Ende des 19. Jahrhunderts als späthistoristische Anlage mit neobarocken und landschaftlichen Teilen als Landschaftsgarten nach englischem Vorbild angelegt und danach sehr gepflegt. Zudem wurde eine Lindenallee angelegt.
Die Familie Batthyány-Strattmann hat zu Beginn dieses Jahrhunderts letzte Veränderungen der Außen- und Innenarchitektur im Stil des Historismus getroffen.
Nach dem Zweiten Weltkrieg durchlebte das Schloss eine wechselvolle Geschichte mit zahlreichen Besitzern. Seit 1965 ist es im Besitz der Gemeinde. Zwischenzeitlich war es eine Hühnerzucht und von 1973 bis zum 28. September 2008 das Ethnographische Museum Schloss Kittsee, eine Expositur des Museums für Volkskunde in Wien, welches ausgewählte Exponate der Volkskultur von Ost- und Südosteuropa zeigte.
Seit über 30 Jahren finden im Schloss regelmäßig die Konzerte des Pannonischen Forums statt, die das Schloss als wichtige Kulturstätte etabliert haben.
Seit 2007 finden in den Sommermonaten Musiktheater-Aufführungen im Rahmen des Sommerfestival Kittsee statt sowie Opern. Künstlerischer Leiter ist der Wiener Schauspieler, Sänger und Regisseur Gerhard Ernst.
Ab 2022 sollte das Schloss als neues Gemeindezentrum wieder zum Mittelpunkt von Kittsee werden. Tatsächlich übersiedelte die Gemeindeverwaltung im November 2022 in den rechten Flügel des Schlosses. Die Beletage steht für Veranstaltungen verschiedenster Art zur Verfügung und kann gemietet werden.